# Liga Amateur Platense de Fútbol
La Liga Amateur Platense de Fútbol (L.A.P.F.)  es una de las Ligas Regionales de fútbol en Argentina con jurisdicción sobre los partidos de La Plata, Berisso y Ensenada, situados en la provincia de Buenos Aires, República Argentina. Actualmente cuenta con treinta instituciones directamente afiliadas divididos en tres divisionales (A,B y Ascenso). Fue fundada el 21 de abril de 1913 bajo el nombre de Federación Platense de Football siendo el primer campeón el Club Everton. Actualmente el club con más títulos es Estrella de Berisso con 22 campeonatos actualmente. 
Su sede está ubicada en la calle 6 N.º 1370 de la ciudad de La Plata. El primer presidente de la Liga Amateur Platense de fútbol fue Armando D´Onofrio.

## Historia
La liga se fundó el 21 de abril de 1913. Su presidente es Leandro Campano, mientras que Leandro Tarabini asume como vicepresidente.
El múltiple crecimiento de los clubes de barrio de La Plata y alrededores hizo florecer un gran número de ligas independientes que por su organización deficiente no alcanzaron a realizar buenos torneos, creando la disconformidad entre sus participantes. Es así que un núcleo de deportistas consideró necesario formar una nueva entidad que fuera seria y responsable y agrupara a los principales clubes, oficializando así la práctica del fútbol mediante la realización de campeonatos bien reglamentados y cuyo desarrollo implicaría una verdadera garantía para todos.
A esa tarea se brindó un grupo de personas y el 21 de abril de 1913 quedó constituida la Federación Platense de Fútbol,  designándose a los señores Abel C. Amarilla, Ricardo Mayolo y Emilio A. Mauri para formar la comisión provincial encargada de hacer prosperar la iniciativa, que tiempo más tarde pasaría a denominarse Liga Amateur Platense de Fútbol. El primer Presidente de la entidad fue el señor Armando D´Onofrio que luego renunció y fue reemplazado por el vicepresidente el señor Amarilla, integrando además el Consejo el señor Emilio A. Mauri como Secretario, Juan A. Martín como Tesorero, Ricardo Mayolo, Bernabé Sussini, Heriberto Campoamor, Marcos Palenzona, por Estudiantes de Comercio y General Lavalle respectivamente.  Presidente de la Comisión de Protesta fue el señor Rodolfo Cendoya y Presidente Honorario el Señor Ricardo C. Aldao, como Presidente de la Federación Argentina de Fútbol.
Se organizaron tres concursos oficiales:
- Primera, (categoría libre), compuesto por los equipos de Everton Platense, Nacional, Estudiantes Nacionales de Comercio, General Balcarce, Estudiantes A, Estudiantes B y General Lavalle, que en ese orden ocuparon las posiciones finales.

- Segunda, (para menores de 19 años), compuesto por los equipos de Wanderers, Everton Platense, Ensenada, General Belgrano, For Ever, Gutemberg  y F.C.Provincial

- Tercera, (reservado para menores de 16), compuesto por los equipos de Gimnasia Esgrima, F.C.Provincial, General Belgrano, Everton Platense, Gutemberg, Wanderers y Defensores del Dique.

Siendo Everton Platense, Ensenada y Gutemberg los campeones de cada categoría respectivamente.
La Federación tomo a su cargo ese año la organización de un certamen ínter universitario que no llegó a su término, disputándose la Copa Juan José Atencio y el que intervinieron los equipos de Agronomía y Veterinaria, Ingeniería, Derecho y Colegio Nacional.
Desde ese año y hasta la actualidad la Liga Amateur ha organizado y disputado torneos amateurs, en los cuales han participados decenas de clubes de gran prestigio en la zona y en partidos aledaños, como Club Atlético Villa San Carlos, Club Defensores de Cambaceres, Sport Club de Magdalena, Club Social y Deportivo Verónica, Deportes Sur de Florencia Varela, entre otros muchos.
El campeón de la temporada de 1924 obtuvo el derecho de disputar las semifinales de la División Intermedia de la Asociación Argentina de Football, siendo la primera vez que un campeón de liga regional se incorporaba al certamen regular del fútbol argentino.

### El cisma amateur
A finales de 1925, la Federación Platense sufrió la escisión de 11 equipos, que se concentraron en una nueva entidad disidente: la Asociación Amateurs Provincial de Football. El nuevo rector fue integrado por 12 de octubre, Conservación y Tráfico, Defensores de Cambaceres, El Parque, Everton, For Ever, Muelles y Depósitos, Nacional Sporting, Overland, Platense y Sud América.
La Asociación organizó su propio campeonato y se vinculó con su par del fútbol argentino, la Asociación Amateurs de Football. El campeón de la temporada de 1926 de la Asociación Amateurs Provincial obtuvo el derecho de disputar las semifinales de la División Intermedia de la AAmF, siendo la última vez que un campeón de liga regional se incorporaba al certamen regular del fútbol argentino. En 1927, la Asociación Amateur Argentina de Football, rector del fútbol argentino unificado, resolvió la unificación del fútbol platense, fusionando a las entidades en la Federación Amateur Platense de Football.
Finalmente, en 1936 cambia por última vez su denominación a la actual.

## Equipos participantes
| Equipo                                                       | Ciudad               | Año de Fundación |
| ------------------------------------------------------------ | -------------------- | ---------------- |
| Expreso Rojo (ex Club Independiente)                         | Abasto               | 1993             |
| Centro de Fomento Cultural y Deportivo Villa Lenci           | Altos de San Lorenzo | 1955             |
| Club Atlético Estrella de Berisso                            | Berisso              | 1921             |
| Argentino Juvenil Club                                       | City Bell            | 1946             |
| Club Social y Deportivo Porteño                              | Ensenada             | 1942             |
| Asociación Cultural y Biblioteca Coronel Brandsen            | La Plata             | 1942             |
| Centro Recreativo Infantil San Francisco de Asis (CRISFA)    | La Plata             | 1986             |
| Club Social, Cultural y Deportivo For Ever                   | La Plata             | 1913             |
| Club Talleres del Ferrocarril Provincial                     | La Plata             | 2008             |
| La Plata Fútbol Club                                         | La Plata             | 2000             |
| Asociación Cultural y Deportiva Iris                         | La Plata             | 1939             |
| Centro Vecinal Unidos de Olmos                               | Lisandro Olmos       | 1939             |
| Peñarol Infantil Olmos                                       | Lisandro Olmos       | 1978             |
| Centro de Fomento Los Hornos                                 | Los Hornos           | 1931             |
| Centro de Fomento Social, Cultural y Deportivo Alumni        | Los Hornos           | 1961             |
| Centro de La Comunidad Rural                                 | Los Hornos           | 1967             |
| Club Social y Deportivo General San Martín                   | Los Hornos           | 1950             |
| Asociación Nueva Alianza                                     | Los Hornos           | 1985             |
| Club San Lorenzo de Villa Castells                           | Manuel B. Gonnet     | 1990             |
| Sociedad de Fomento Polideportivo Gonnet                     | Manuel B. Gonnet     | 1982             |
| Club Deportivo y Biblioteca Popular Romerense                | Melchor Romero       | 1920             |
| Centro de Fomento Ringuelet                                  | Ringuelet            | 1947             |
| Agrupación Fútbol Infantil Las Malvinas                      | San Carlos           | 1985             |
| Agrupación Deportiva Infantil Platense (ADIP)                | Tolosa               | 1986             |
| Circulo Cultural Tolosano                                    | Tolosa               | 1926             |
| Centro de Fomento Cultural, Social y Deportivo Curuzú Cuatiá | Villa Elisa          | 1946             |
| Club Social y Deportivo Tricolores                           | Villa Elvira         | 1972             |
| Centro Recreativo Infantil Barrio Aeropuerto (CRIBA)         | Villa Elvira         | 1986             |
| Club Atlético Everton                                        | Villa Elvira         | 1905             |
| Centro de Fomento Villa Montoro                              | Villa Montoro        | 1933             |

## Historial de campeones
Se disputaron 123 campeonatos desde 1913 (uno anulado en 1955 y en 1981 no se disputó), detallados a continuación:
| Año  | Torneo                  | Campeón                     |
| ---- | ----------------------- | --------------------------- |
| 1913 | Oficial                 | Everton Platense            |
| 1914 | Oficial                 | Nacional                    |
| 1915 | Oficial                 | Nacional                    |
| 1916 | Oficial                 | Nacional                    |
| 1917 | Oficial                 | Everton Platense            |
| 1918 | Oficial                 | Sud América                 |
| 1919 | Oficial                 | Asociación Sarmiento        |
| 1920 | Oficial                 | Nacional                    |
| 1921 | Oficial                 | Conservación y Tráfico      |
| 1922 | Oficial                 | Conservación y Tráfico      |
| 1923 | Oficial                 | Conservación y Tráfico      |
| 1924 | Oficial                 | Gutenberg                   |
| 1925 | Oficial                 | Gutenberg                   |
| 1926 | Oficial                 | Gutenberg                   |
| 1926 | AAPF                    | Conservación y Tráfico      |
| 1927 | Oficial                 | 'Defensores de Cambaceres'  |
| 1928 | Oficial                 | Estrella de Berisso         |
| 1929 | Oficial                 | Defensores de Cambaceres    |
| 1930 | Oficial                 | Club Atlético Platense      |
| 1931 | Oficial                 | Defensores de Cambaceres    |
| 1932 | Oficial                 | Muelles y Depósitos         |
| 1933 | Oficial                 | Pettirossi                  |
| 1934 | Oficial                 | Defensores de Cambaceres    |
| 1935 | Oficial                 | Defensores de Cambaceres    |
| 1936 | Oficial                 | Everton Platense            |
| 1937 | Oficial                 | Estrella de Berisso         |
| 1938 | Oficial                 | Gutenberg                   |
| 1939 | Oficial                 | Defensores de Cambaceres    |
| 1940 | Oficial                 | Estrella de Berisso         |
| 1941 | Oficial                 | Defensores de Cambaceres    |
| 1942 | Oficial                 | Everton Platense            |
| 1943 | Oficial                 | Everton Platense            |
| 1944 | Oficial                 | Defensores de Cambaceres    |
| 1945 | Oficial                 | Pettirossi                  |
| 1946 | Oficial                 | Defensores de Cambaceres    |
| 1947 | Oficial                 | Everton Platense            |
| 1948 | Oficial                 | Estrella de Berisso         |
| 1949 | Oficial                 | Estrella de Berisso         |
| 1950 | Oficial                 | Defensores de Cambaceres    |
| 1951 | Oficial                 | Sportivo Villa Albino       |
| 1952 | Oficial                 | Pettirossi                  |
| 1953 | Oficial                 | Pettirossi                  |
| 1954 | Oficial                 | 'Villa San Carlos'          |
| 1955 | Torneo anulado          | Torneo anulado              |
| 1956 | Oficial                 | Defensores de Cambaceres    |
| 1957 | Oficial                 | Villa Albino                |
| 1958 | Oficial                 | Villa San Carlos            |
| 1959 | Oficial                 | Deportivo La Plata          |
| 1960 | Oficial                 | Villa Albino                |
| 1961 | Oficial                 | Villa San Carlos            |
| 1962 | Oficial                 | Villa San Carlos            |
| 1963 | Oficial                 | Villa San Carlos            |
| 1964 | Oficial                 | Villa San Carlos            |
| 1965 | Oficial                 | Villa San Carlos            |
| 1966 | Oficial                 | Villa San Carlos            |
| 1967 | Oficial                 | Los Tolosanos               |
| 1968 | Oficial                 | Estrella de Berisso         |
| 1969 | Oficial                 | Los Tolosanos               |
| 1970 | Oficial                 | Estrella de Berisso         |
| 1971 | Oficial                 | Los Tolosanos               |
| 1972 | Oficial                 | Los Tolosanos               |
| 1973 | Oficial                 | Villa Albino                |
| 1974 | Oficial                 | Curuzú Cuatiá               |
| 1975 | Oficial                 | Villa Montoro               |
| 1976 | Oficial                 | Villa Montoro               |
| 1977 | Oficial                 | Villa Montoro               |
| 1978 | Oficial                 | Estrella de Berisso         |
| 1979 | Oficial                 | Club Verónica               |
| 1980 | Oficial                 | Deportivo La Plata          |
| 1981 | No se disputó           | No se disputó               |
| 1982 | Oficial                 | Estrella de Berisso         |
| 1983 | Oficial                 | San Martín de Los Hornos    |
| 1984 | Oficial                 | Unidos de Olmos             |
| 1985 | Oficial                 | Unidos de Olmos             |
| 1986 | Oficial                 | Villa Montoro               |
| 1987 | Oficial                 | Villa Lenci                 |
| 1988 | Oficial                 | Estrella de Berisso         |
| 1989 | Oficial                 | Los Tolosanos               |
| 1990 | Oficial                 | Los Tolosanos               |
| 1991 | Oficial                 | For Ever                    |
| 1992 | Oficial                 | Estrella de Berisso         |
| 1993 | Oficial                 | Unidos de Olmos             |
| 1994 | Oficial                 | Estrella de Berisso         |
| 1995 | Oficial                 | Everton                     |
| 1996 | Oficial                 | Fuerte Barragan             |
| 1997 | Oficial                 | El Cruce                    |
| 1998 | Oficial                 | Everton                     |
| 1999 | Apertura                | Deportes Sur                |
| 1999 | Clausura                | Sport Club                  |
| 2000 | Apertura                | Club Verónica               |
| 2000 | Clausura                | Deportes Sur                |
| 2001 | Apertura                | For Ever                    |
| 2001 | Clausura                | Deportes Sur                |
| 2002 | Apertura                | Estrella de Berisso         |
| 2002 | Clasura                 | Deportes Sur                |
| 2003 | Apertura                | Estrella de Berisso         |
| 2003 | Clausura                | Deportes Sur                |
| 2004 | Apertura                | Estrella de Berisso         |
| 2004 | Clausura                | Nueva Alianza               |
| 2005 | Apertura                | Fomento Los Hornos          |
| 2005 | Clausura                | A.D.I.P.                    |
| 2006 | Copa Ciudad de La Plata | Estrella de Berisso         |
| 2006 | Clasura                 | Estrella de Berisso         |
| 2007 | Apertura                | Estrella de Berisso         |
| 2007 | Clausura                | Asociación Coronel Brandsen |
| 2008 | Apertura                | Asociación Coronel Brandsen |
| 2008 | Clasura                 | Nueva Alianza               |
| 2009 | Apertura                | Curuzú Cuatiá               |
| 2009 | Clausura                | Curuzú Cuatiá               |
| 2010 | Apertura                | Everton                     |
| 2010 | Clausura                | Everton                     |
| 2011 | Apertura                | Nueva Alianza               |
| 2011 | Clausura                | Everton                     |
| 2012 | Apertura                | San Martín de Los Hornos    |
| 2012 | Clausura                | Asociación Coronel Brandsen |
| 2013 | Apertura                | Las Lomas de Guernica       |
| 2013 | Clausura                | Estrella de Berisso         |
| 2014 | Apertura                | Everton                     |
| 2014 | Clausura                | Círculo Tolosano            |
| 2015 | Apertura                | Curuzú Cuatiá               |
| 2015 | Clasura                 | A.D.I.P.                    |
| 2015 | Copa de Campeones       | Villa Montoro               |
| 2016 | Apertura                | C.R.I.B.A                   |
| 2016 | Clasura                 | Nueva Alianza               |
| 2016 | Copa de Campeones       | Everton                     |
| 2017 | Apertura                | C.R I.B.A.                  |
| 2017 | Clausura                | Estrella de Berisso         |
| 2017 | Copa de Campeones       | C.R.I.B.A                   |
| 2018 | Apertura                | A.D.I.P.                    |
| 2018 | Clausura                | C.R.I.B.A.                  |
| 2018 | Copa de Campeones       | Asociación Coronel Brandsen |
| 2019 | Apertura                | Unidos de Olmos             |
| 2019 | Clausura                | San Lorenzo (VC)            |
| 2019 | Copa de Campeones       | Estrella de Berisso         |
| 2020 | Copa de Campeones       | Everton                     |
| 2021 | Apertura                | Alumni de Los Hornos        |
| 2021 | Clausura                | C.R.I.B.A                   |
| 2021 | Copa de Campeones       | Everton                     |
| 2022 | Apertura                | A.D.I.P.                    |
| 2022 | Clausura                | A.D.I.P.                    |
| 2022 | Copa de Campeones       | Asociación Coronel Brandsen |
| 2023 | Apertura                | A.D.I.P.                    |
| 2023 | Clausura                | Estrella de Berisso         |
| 2024 | Apertura                | San Lorenzo (VC)            |
| 2024 | Clausura                | Unidos de Olmos             |

## Estrellas de la liga
Futbolistas reconocidos que formaron parte de la Liga:
- Arqueros: - Victor Gómez - Daniel Sappa (Curuzú Cuatiá) - Tomás Cingolani -  Fabricio Iacovich (Alianza)  - Fernando Monetti (Alumni) Gastón Sessa (Peñarol) Hernán Cristante (Brandsen) - Facundo Busto (Alumni) - Juan Arias Navarro (A.D.I.P.)
- Defensores: Agustín Alayes (Estrella) - Juan Zamorano (Brandsen)  - Luciano Aued - Carlos Martinoli (Estrella) - Marcos Rojo (Las Malvinas) - Gabriel Saenz (Brandsen)
- Volantes: Leandro Benítez (Everton) Sergio Vittor - (Curuzú Cuatiá) Juan Sebastián Verón (Brandsen-Estrella) - Lucas Lobos (Unidos de Olmos) - Carlos Alcaraz (Curuzú Cuatiá) - Gustavo Arroz (Alumni) - Gustavo Barros Schelotto (For Ever) - Enzo Oviedo (Estrella)
- Delanteros: Carlo Lattanzio (Romerense)  José Luis Calderón - Bernardo Palazzo (Alianza)  [1]- Joaquin Huck - Jeremias Merlo (Alumni) Benjamín Domínguez (Comunidad Rural) Manuel Fidel (Estrella) - Pedro Zamorano (Estrella) Mauro Dubini (Estrella) - Ismael Morgada (Estrella)  Carlos Sparvieri (Everton) Martín Palermo (For Ever) Guillermo Barros Schelotto (For Ever) Miguel Ángel Lauri (Estrella) -Herminio Masantonio (Villa Albino) Carlos Sanchez (CRISFA)
- Técnicos: Jorge Valdez, Hernan Bonvicini, Diego Cianflone, Christian Serrano, Lalo Borgarelli, Damián Pasalagua, Leonel Imoli, Christian Cataldo, Tony Sparvieri, Gustavo Bianco

Herminio Masantonio jugó en Villa Albino, antes de ir a Huracán y ser uno de los goleadores históricos de Primera División del fútbol argentino
El predio del Club Coronel Brandsen lleva el nombre del histórico goleador, subcampeón del mundo y multicampeón del fútbol argentino con Gimnasia y Boca Juniors: Francisco "Pancho" Varallo.